# Еумед
Еумед је у грчкој митологији било име више личности.

## Митологија
- Према Аполодору, био је син Херакла и Лисе, Теспијеве кћерке.[1]
- Аполодор је помињао још једног Еумеда, Мелантовог сина и брата Енеје, краља Калидоније. Убио га је Диомедов отац Тидеј, јер је ковао заверу против Енеје.[1]
- Према Паусанији, Хипоконтов син, кога је можда убио Херакле.[1]
- Према Вергилију, Долонов син који се придружио Енеји у Италији и кога је убио Турно, Енејин противник.[1]
- У Хомеровој „Илијади“ се помиње Еумед, који је био гласник и отац Долона (који је био отац другог Еумеда, већ поменутог) и пет девојака. Ипак, његово име је и Еумел.[1]
- Помиње се и Еумед који је био Акаларијин отац.[1]